# Square Malherbe
Le square Malherbe est une voie du 16e arrondissement de Paris, en France.

## Situation et accès
Le square Malherbe est une voie privée située dans le 16e arrondissement de Paris. Il débute au 134, boulevard Suchet et se termine au 41-47, avenue du Maréchal-Lyautey.

## Origine du nom
Il porte le nom du poète lyrique français François de Malherbe (1555-1628).

## Historique
Ce square est ouvert et prend sa dénomination actuelle en 1932 sur l'emplacement du bastion no 62 de l'enceinte de Thiers.

## Bâtiments remarquables et lieux de mémoire
- Bois de Boulogne